# Копетон неотропічний
Копето́н неотропічний (Myiarchus swainsoni) — вид горобцеподібних птахів родини тиранових (Tyrannidae). Мешкає в Південній Америці. Вид названий на честь британського зоолога Вільяма Джона Свенсона.

## Підвиди
Виділяють чотири підвиди:
- M. s. phaeonotus Salvin & Godman, 1883 — південно-східна Венесуела, західна Гаяна, Суринам, північна Бразилія;
- M. s. pelzelni Berlepsch, 1883 — південне Перу, північна Болівія, південь центральної Бразилії;
- M. s. ferocior Cabanis, 1883 — південно-східна Болівія, західний Парагвай, північна Аргентина;
- M. s. swainsoni Cabanis & Heine, 1860	 — південно-східний Парагвай, південно-східна Бразилія, північно-східна Аргентина, Уругвай.

## Поширення і екологія
Неотропічні копетони живуть в тропічних лісах, пампасах, чагарникових заростях, парках і садах на висоті до 2600 м над рівнем моря.